# Rojo carmesí
Rojo carmesí é uma telenovela colombiana produzida e exibida pela RCN Televisión de 16 de abril a 14 de agosto de 2024. É protagonizada por Laura de León, Carlos Báez e Carolina Gaitán.

## Enredo
Juana Levy é uma mulher trabalhadora que usa seu carisma e beleza para lançar Rojo Carmesí, um produto de beleza inovador. Este cosmético foi criado por seu avô Khalil, que busca exaltar a beleza feminina a partir da sensualidade e da força. Juana e seu parceiro Jorge García lutarão não apenas para manter sua empresa à tona, mas também para consolidar seu relacionamento sentimental, embora no caminho tenham que enfrentar Valeria Ruíz, uma renomada modelo e empresária que não quer apenas manter o produto Rojo Carmesí, mas também o amor de Jorge e a empresa que Juana lutou para levar adiante.

## Elenco

### Elenco principal
- Laura de León como Juana Levy Valencia
- Carlos Báez como Jorge García Celis
- Carolina Gaitán como Valeria Ruíz Urrutia[4]
- Marcelo Dos Santos como Alejandro Ruíz
- Juan Guilera como Marcelo Valencia
- Natasha Klauss como Paulina Valencia
- Kepa Amuchastegui como Khalil Fatat
- Germán Quintero como Bernardo Ruíz

### Elenco de apoio
- Ana Wills como Alexa Sánchez Urrutia
- María Helena Döering como Beatriz Guzmán
- Cristina Campuzano como Catalina Carrasco de Ruíz
- Natalia Durán como Helena Echavarría
- Mya Durán como Gabriela Valencia Echavarría
- Aída Morales como Nancy Quesada
- Manuela Valdés como Daiana Vásquez
- María del Rosario como Lucrecia Pérez Montero
- Jeymmy Paola Vargas como Melissa Díaz
- Juan Pablo Posada como Mauricio Morales Vargas
- Elizabeth Minotta como Isabela Vega Guzmán
- Nicolás Montero como Roberto Castañeda
- Alejandra Ávila como Lía Zúñiga
- Manuel Pacheco como Camilo Moreno
- Felipe Botero como Silvio Forero
- Gastón Velandia como Félix Forero

### Elenco recorrente
- Jason Chad como William Taylor
- Giovanna Andrade como Sandra Dorvigny
- Luis Fernando Salas como Samuel Gutiérrez
- Yuldor Gutiérrez como Luis "Lucho"
- Cristina Warner como María Del Carmen Elgueta
- Andrea Rey como Leticia de Levy (25 anos)
- Anderson Otalvaro como Daniel
- Jonathan Posada como Victor
- Jacobo Montalvo Moncada como Mateo Castañeda
- Nicolás Santa como Luciano Novella
- Claudia de Hoyos como Susana Pérez Montero
- Haydée Ramírez como Victoria Vargas de Morales
- Mario Espitia como Santiago Fernández
- Maia Landaburu como Abogada Julia

## Produção
Em junho de 2021, Adriana Suárez anunciou que iria escrever uma novela baseada na sinopse deixada por Fernando Gaitán antes da sua morte em 2019. Em abril de 2023, Rojo carmesí foi confirmado como título da novela. As filmagens começaram em janeiro de 2024.

## Audiência
| Horário                                                                                       | # Eps. | Estreia             | Estreia           | Final                | Final           | Posição | Temporada | Classificação geral |
| Horário                                                                                       | # Eps. | Data                | Primeiro capítulo | Data                 | Último capítulo | Posição | Temporada | Classificação geral |
| --------------------------------------------------------------------------------------------- | ------ | ------------------- | ----------------- | -------------------- | --------------- | ------- | --------- | ------------------- |
| Segunda – Sexta 20h00 (1–4, 12–41) Segunda – Sexta 21h30 (5–11) Segunda – Sexta 22h30 (42–81) | 81     | 16 de abril de 2024 | 5.3               | 14 de agosto de 2024 | 3.2             | #1      | 2024      | 3.2                 |